# Udachni
Udachni (en ruso: Удачный; en yakuto: Удачнай, Udaçnay) es una ciudad de Rusia perteneciente a la República de Saja. Está situada a 1.370 kilómetros al noroeste de Yakutsk, a orillas del río Marja y a 550 kilómetros de Mirni. Su población, en el año 2007, era de 15.300 habitantes.

La economía de la ciudad se base en la extracción de diamantes de la mina a cielo abierto de Udachnaya, descubierta en el año 1955 y que dio su nombre a la ciudad fundada expresamente para su explotación ese mismo año. Obtuvo el reconocimiento de ciudad en el año 1987 y tiene tres zonas: la segura, la nueva y la polar.

## Clima

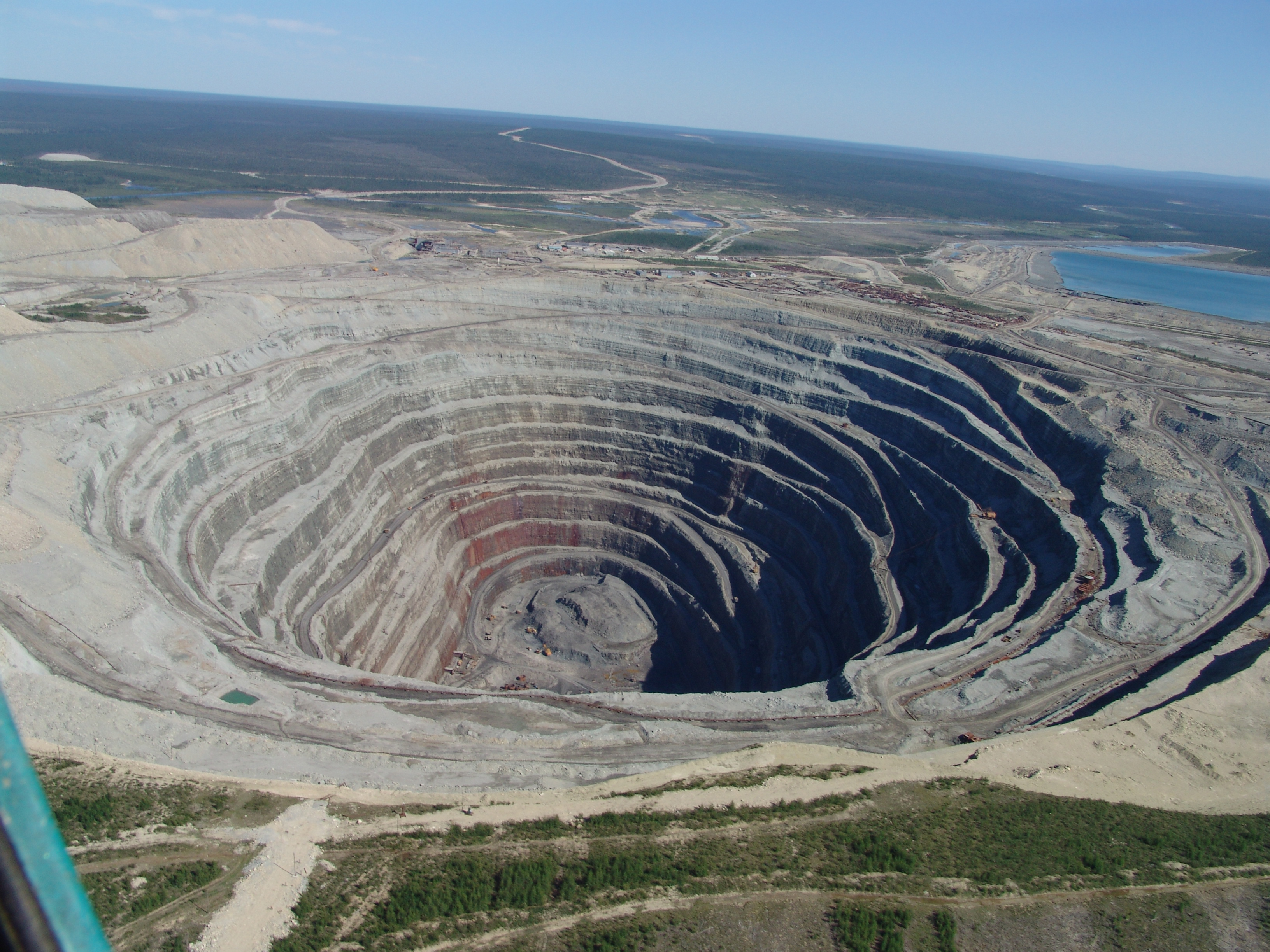
Mina de Udachnaya

| Parámetros climáticos promedio de Udachny          | Parámetros climáticos promedio de Udachny | Parámetros climáticos promedio de Udachny | Parámetros climáticos promedio de Udachny | Parámetros climáticos promedio de Udachny | Parámetros climáticos promedio de Udachny | Parámetros climáticos promedio de Udachny | Parámetros climáticos promedio de Udachny | Parámetros climáticos promedio de Udachny | Parámetros climáticos promedio de Udachny | Parámetros climáticos promedio de Udachny | Parámetros climáticos promedio de Udachny | Parámetros climáticos promedio de Udachny | Parámetros climáticos promedio de Udachny |
| Mes                                                | Ene.                                      | Feb.                                      | Mar.                                      | Abr.                                      | May.                                      | Jun.                                      | Jul.                                      | Ago.                                      | Sep.                                      | Oct.                                      | Nov.                                      | Dic.                                      | Anual                                     |
| -------------------------------------------------- | ----------------------------------------- | ----------------------------------------- | ----------------------------------------- | ----------------------------------------- | ----------------------------------------- | ----------------------------------------- | ----------------------------------------- | ----------------------------------------- | ----------------------------------------- | ----------------------------------------- | ----------------------------------------- | ----------------------------------------- | ----------------------------------------- |
| Temp. máx. media (°C)                              | -35.2                                     | -30.3                                     | -17.6                                     | -6.1                                      | 3.8                                       | 15.6                                      | 20.1                                      | 15.8                                      | 6.3                                       | -7.7                                      | -25.4                                     | -31.5                                     | -7.7                                      |
| Temp. media (°C)                                   | -39.4                                     | -35.2                                     | -24.3                                     | -12.6                                     | -0.8                                      | 10.1                                      | 14.2                                      | 10.2                                      | 2.1                                       | -11.5                                     | -29.8                                     | -36.0                                     | -12.8                                     |
| Temp. mín. media (°C)                              | -43.6                                     | -40.0                                     | -30.9                                     | -19.0                                     | -5.4                                      | 4.6                                       | 8.4                                       | 4.6                                       | -2.0                                      | -15.3                                     | -34.1                                     | -40.4                                     | -17.8                                     |
| Precipitación total (mm)                           | 12                                        | 9                                         | 11                                        | 16                                        | 27                                        | 46                                        | 59                                        | 50                                        | 34                                        | 28                                        | 20                                        | 14                                        | 326                                       |
| Fuente: http://en.climate-data.org/location/30312/ |                                           |                                           |                                           |                                           |                                           |                                           |                                           |                                           |                                           |                                           |                                           |                                           |                                           |

- Datos: Q196792
- Multimedia: Udachny / Q196792